# Piriqueta cristobaliae
Piriqueta cristobaliae är en passionsblomsväxtart som beskrevs av M.M. Arbo. Piriqueta cristobaliae ingår i släktet Piriqueta och familjen passionsblomsväxter. Inga underarter finns listade i Catalogue of Life.